# Studzianki (województwo podlaskie)
Studzianki – wieś w Polsce położona w województwie podlaskim, w powiecie białostockim, w gminie Wasilków. Wieś jest podzielona na 2 sołectwa (Studzianki I i Studzianki II). 
| SIMC    | Nazwa       | Rodzaj    |
| ------- | ----------- | --------- |
| 0043682 | Hułka       | część wsi |
| 0043699 | Wygwizdowie | część wsi |

Wieś królewska starostwa niegrodowego wasilkowskiego położona była w końcu XVIII wieku w powiecie grodzieńskim województwa trockiego. W latach 1975–1998 miejscowość położona była w województwie białostockim.
Wierni kościoła prawosławnego należą do parafii Świętych Apostołów Piotra i Pawła w Wasilkowie.
Wierni kościoła rzymskokatolickiego należą do parafii Matki Bożej Bolesnej w Wasilkowie.

## Komunikacja
Do wsi można dojechać rowerem, własnym samochodem lub autobusem komunikacji gminnej. Przez wieś przebiega kilka tras turystycznych i rowerowych.

## Historia
W 1568 roku, kiedy starostą Wasilkowa został Hiob Bretfus, a proboszczem parafii katolickiej był Mikołaj Komorowski, na wschód od Wasilkowa wyznaczono folwark starościński i związane z nim dwie wsie: Studzianka i Dąbrówka. Z biegiem czasu nazwa wsi uległa zmianie na Studzianki. Prawdopodobnie tereny wsi wcześniej zamieszkiwało wojsko litewskiego hetmana Chodkiewicza, który zamieszkał w Supraślu – i z rodu owych wojsk pochodzą mieszkańcy Studzianek. Mieszkańcy byli wyznania unickiego, ale za udział w powstaniu styczniowym car nakazał silną rusyfikację wsi. Kiedy połowa wsi została już zrusyfikowana, wycofano carski nakaz. Pozostali wyznawcy unii przeszli na wiarę rzymskokatolicką. W ten sposób powstała specyfika wsi (w pierwszej połowie wsi większość mieszkańców jest wyznania prawosławnego i rozmawia w dialekcie języka białoruskiego, a w drugiej mieszkają głównie katolicy, którzy rozmawiają po polsku). 
W roku 1896 z rozkazu cara wybudowano szkołę. Podczas I wojny światowej wielu mieszkańców Studzianek wyjechało w głąb Rosji w obawie przed wojskami niemieckimi (tzw. bieżeństwo).
Studzianki posiadają własną drużynę sportową KS Studzianki, który został założony w 2006 roku. 

## Atrakcje turystyczne

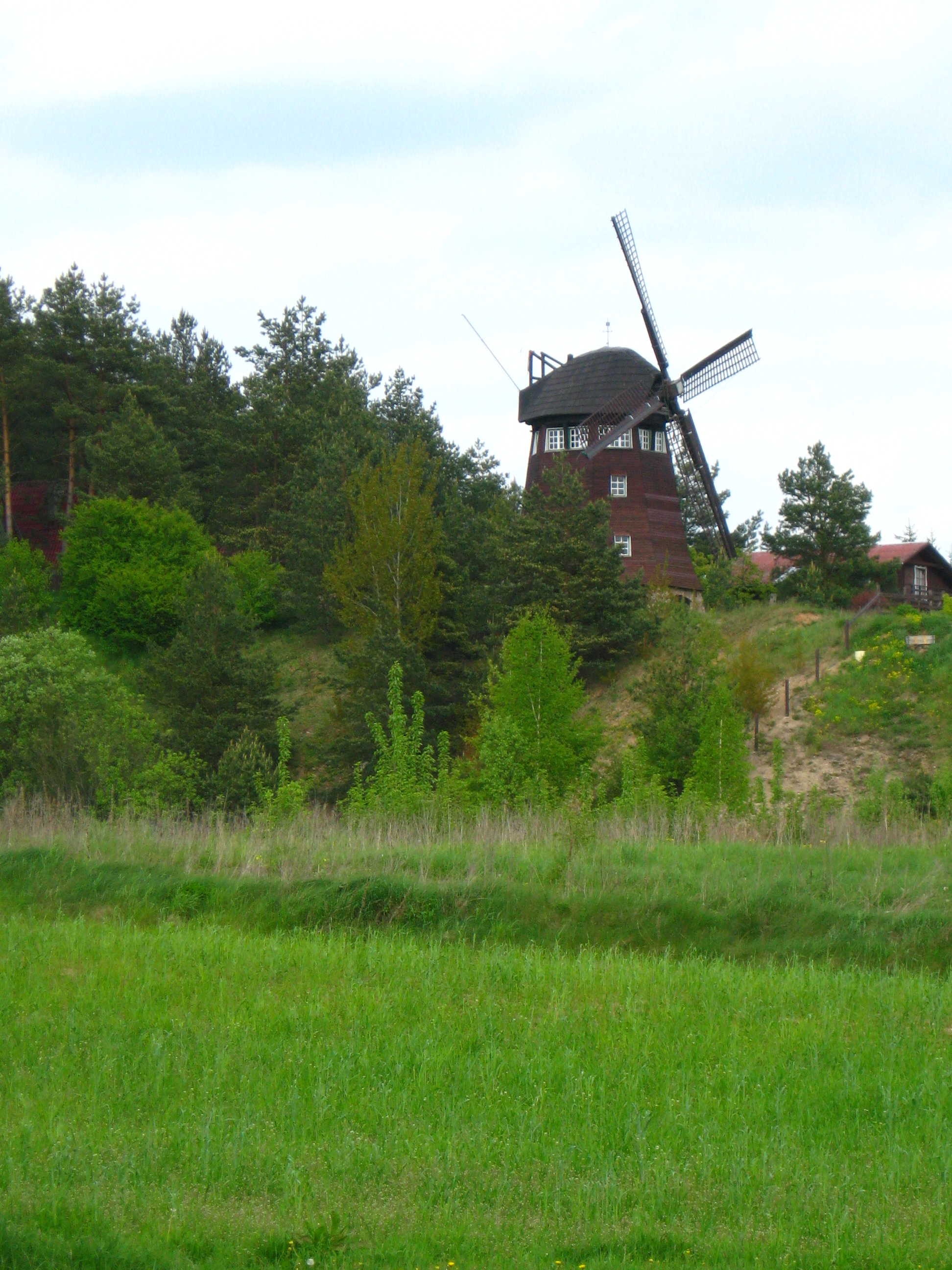
Zabytkowy wiatrak holender

- Publiczna Szkoła Podstawowa im. Janusza Korczaka w Studziankach – została wybudowana w 1896 roku. W planach na jej miejscu miała powstać cerkiew. Niegdyś znajdowały się tam trzy rosyjskojęzyczne klasy. Jest to budynek z solidnej czerwonej cegły. W roku 2002 wyremontowano stary budynek oraz dobudowano nową część z trzema klasami i salą gimnastyczną. W 2018 roku nadano jej imię Janusza Korczaka[7].
- Góra Krzyżowa – cmentarzysko powstańców i mieszkańców Studzianek zmarłych z powodu epidemii czarnej ospy[9]. Góra powstała w około 1800 roku w centrum wsi. Na jej szczycie stoją dwa duże krzyże. Jeden pochodzi z 1868 roku, a drugi z 1993. Napis na tabliczce umieszczonej na jednym z nich: "Od Powietrza, Głodu, Ognia i Wojny Racz Zachować Nas Panie".
- Wiatrak holenderski w Studziankach - wiatrak holender, k. XIX, przeniesiony w 1984, nr rej.:522 z 25.06.1982[10].
- Przydrożne kapliczki – w Studziankach znajduje się około dwudziestu bardzo cennych i starych kapliczek.